# Російський іредентизм

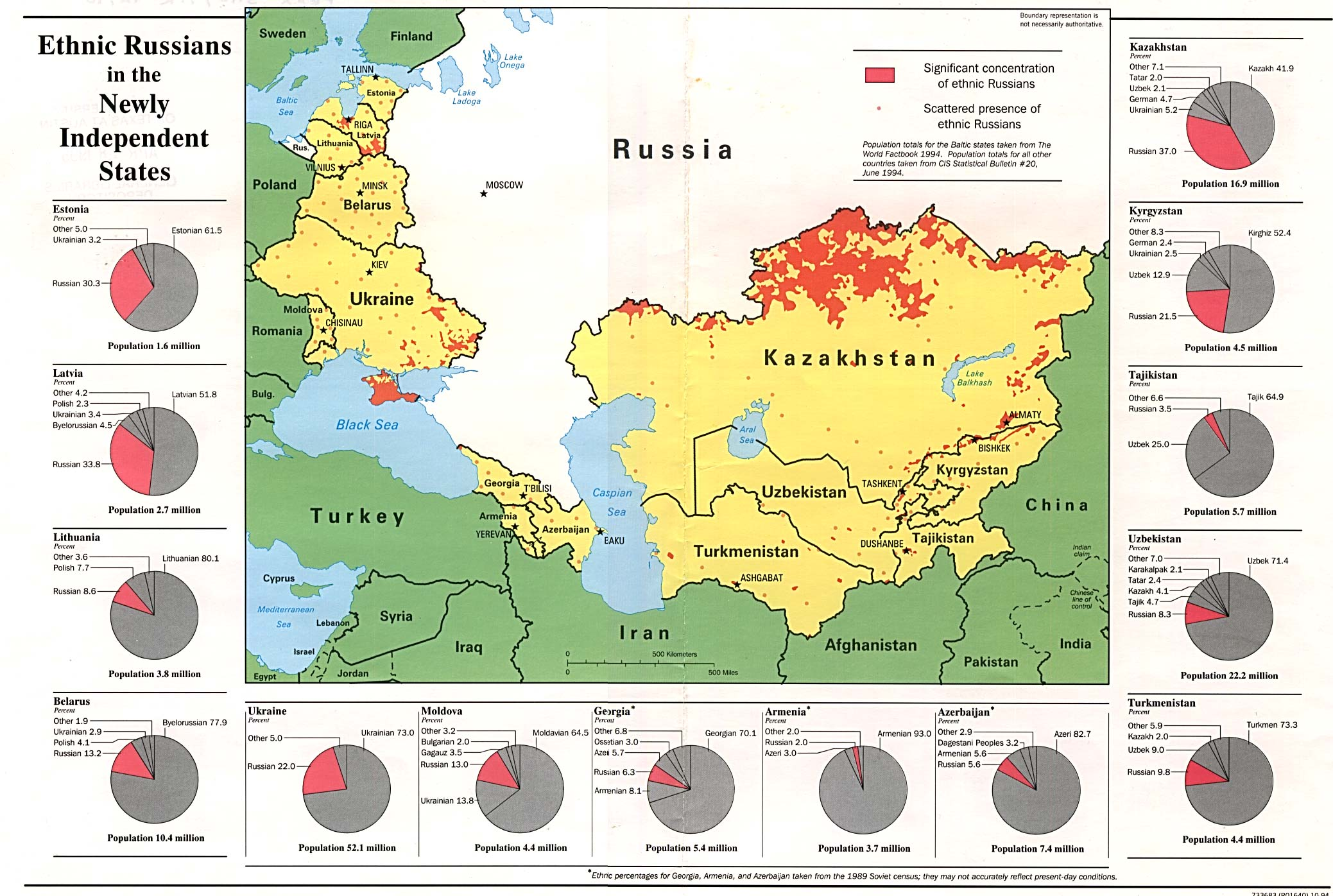
Росіяни в колишніх радянських республіках

Російський іредентизм — це іредентистські претензії Росії до країн колишніх Російської Імперії та Радянського союзу. У практичному сенсі російський іредентизм виражається у реституціоністських претензіях Росії на територію України (та інших країн), й відповідних військових діях по захопленню цих територій. Приклади останніх років включать окупацію Придністров'я — частини Молдови, окупацію Абхазії та Осетії в Грузії, Анексію Криму та Донбасу — територію України Росією.

## Історія

### Російська імперія
Приблизно з 16 століття до 20 століття в Російська імперія наслідувала експансіоністську політику. Частково вона була виправдана іредентистськими ідеалами, завоювання частини Османської імперії в Закавказзі, виселення вірменських християн під захистом царя може представляти один приклад.

### Сучасна Росія
Після розпаду СРСР в 1991 вважалося, що Російська Федерація відмовилася від планів територіальної експансії або народного націоналізму незважаючи на те, що 25 мільйонів росіян живуть у сусідніх країнах за межами Росії. Стівен М. Саїдеман та Р. Вільям Айрес вважають, що Росія дотримувалася неіредентентської політики в 90-х роках. Але стабільна політика іредентизму не набула популярності в електорату, і державні діячі, які підтримували такі ідеї, не були справедливими для них. Російські націоналісти, як правило, зосереджені на внутрішніх загрозах, а не на інтересах росіян за межами Федерації.
Були пропозиції, що анексія Криму в 2014 році доводить російський іредентизм навіть сьогодні.
Анексія Криму призвела до нової хвилі російського націоналізму, створений з великої частини російських ультраправих рухів, що прагнуть захопити ще більше земель від України, у тому числі невизнану Новоросію. Володимир Сокор запропонував, що слова Володимира Путіна на промові після анексії Криму були "де-факто" «маніфестом великого Російського іредентизму». Проте після того, як на початку 2014 р. були введені міжнародні санкції проти Росії, протягом року проект «Новоросія» був призупинений 1 січня 2015 р. Керівництво засновників оголосило, що проект було призупинено, а 20 травня установчі члени оголосили про замороження політичного проекту.
Деякі російські націоналісти прагнуть анексувати частини пострадянських країн, Балтійських країн, України та ін., у той час як деякі побоюються можливої ескалації через російські іредентистські настрої на півночі Казахстану.

## Зауваги
1. ↑  Держава розширювалася на схід і на південь, що призвело до завоювання Сибіру, завоювання Росією Кавказу[en], завоювання Росією Центральної Азії[en].